# Xanthorhoe biriviata
Xanthorhoe biriviata là một loài bướm đêm thuộc chi Xanthorhoe trong họ Geometridae.

## Hình ảnh

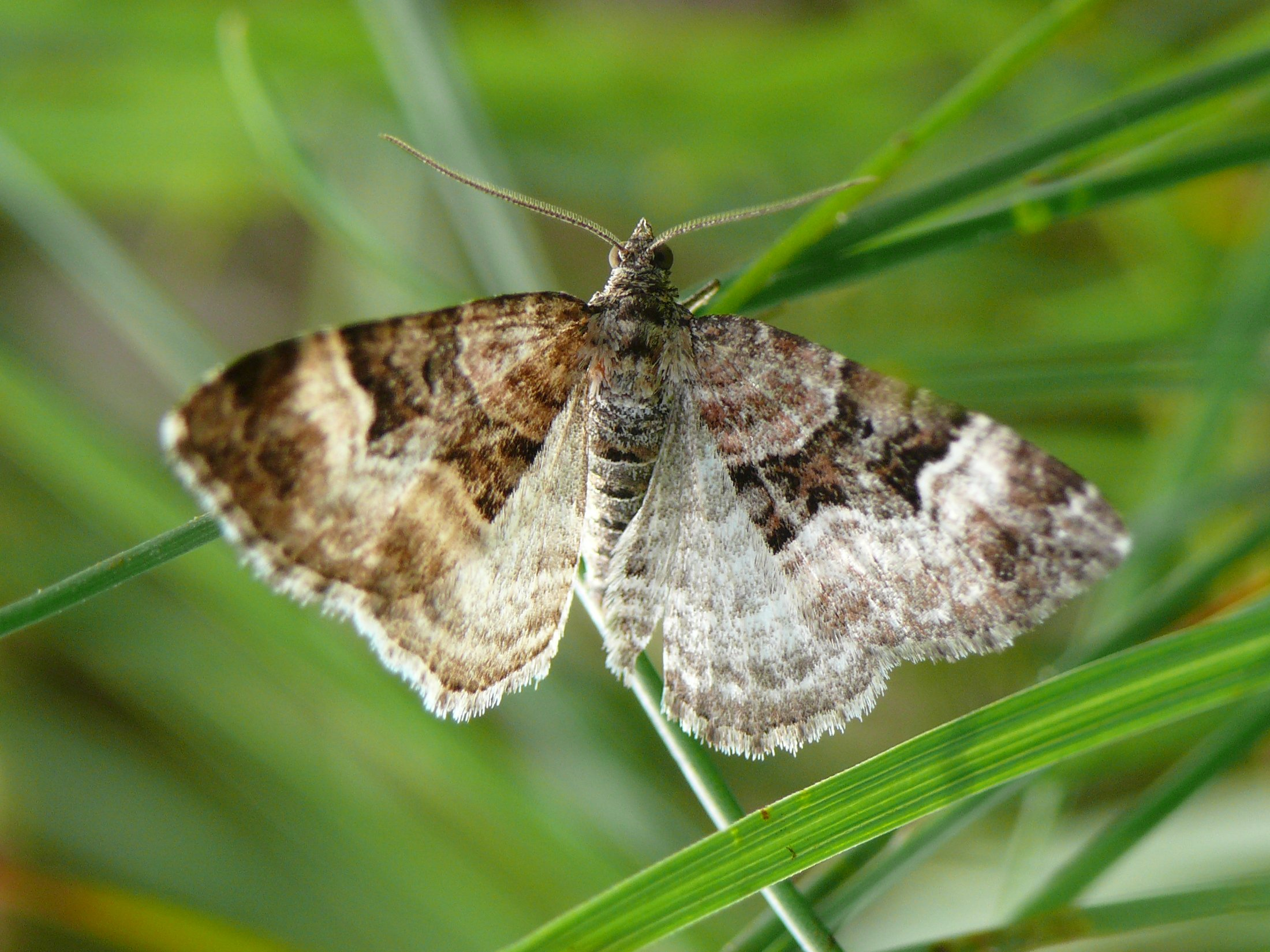